# 차스 (음악 프로듀서)
차스(영어: Chas, 본명: 차성운, 1981년 1월 20일 ~ )는 대한민국의 음악 프로듀서로, 에시리와 함께 몽키 스틱이라는 힙합 듀오를 결성하여 활동하였고, 과거 스나이퍼 사운드 소속이였으며 현재는 배드 보스 컴퍼니에 소속되어있다.

## 음반 목록
- 2011년 - Acoustic Memory
- 2011년 - 크라이 모어
- 2011년 - Sunset City
- 2012년 - Refresh
- 2014년 - Man From Beat
- 2015년 - MAN FROM BEAT PART 2
- 2016년 - LOST TAPE Vol.1